# Vinca major
Espèce
Classification phylogénétique
La grande pervenche (Vinca major L.) est une espèce de plantes à fleurs de la famille des Apocynacées. C'est une plante herbacée pérenne originaire du sud de l'Europe, France comprise.

## Description
Vinca major est une plante sempervirente à base sarmenteuse sur laquelle se développent des tiges rampantes formant des masses denses au sol mesurant entre 2 et 5 Centimètres de diamètre et 50 à 70 centimètres de haut. Les feuilles sont opposées, de 3 à 9 centimètres de long et de 2 à 6 centimètres de large, de couleur vert foncé et lustrées avec un pétiole duveteux de 1 à 2 centimètres de long. Les fleurs, violette et d'un diamètre de 3 à 5 centimètres, sont visibles du début du printemps jusqu'à l'automne et ont 5 pétales carrés asymétriques.

### Sous-espèces
Il existe deux sous-espèces réparties géographiquement différemment :
- Vinca major subsp. major[1] : pétiole des feuilles peu duveteux. Sud de l'Europe.
- Vinca major subsp. hirsuta (Boiss.) Stearn (syn. V. pubescens d'Urv.) : pétioles des feuilles fortement duveteux, pétales plus étroits. Caucase, nord-est de la Turquie.

L'espèce proche Vinca minor est plus petite, sans duvet sur les feuilles.

## Répartition
Cette plante se trouve dans le sud de l'Europe, depuis l'Espagne et le sud de la France jusqu'aux Balkans, également dans le nord-est de la Turquie et dans le Caucase occidental.

## Usages
Vinca major est une plante ornementale courante dans les jardins de zones tempérées pour son feuillage persistant, sa couverture au sol, ses fleurs printanières et estivales.

### Cultivars
Plusieurs cultivars sont disponibles avec des différences sur les fleurs qui vont du blanc au violet foncé et des motifs et des couleurs de variégation différents sur le feuillage.

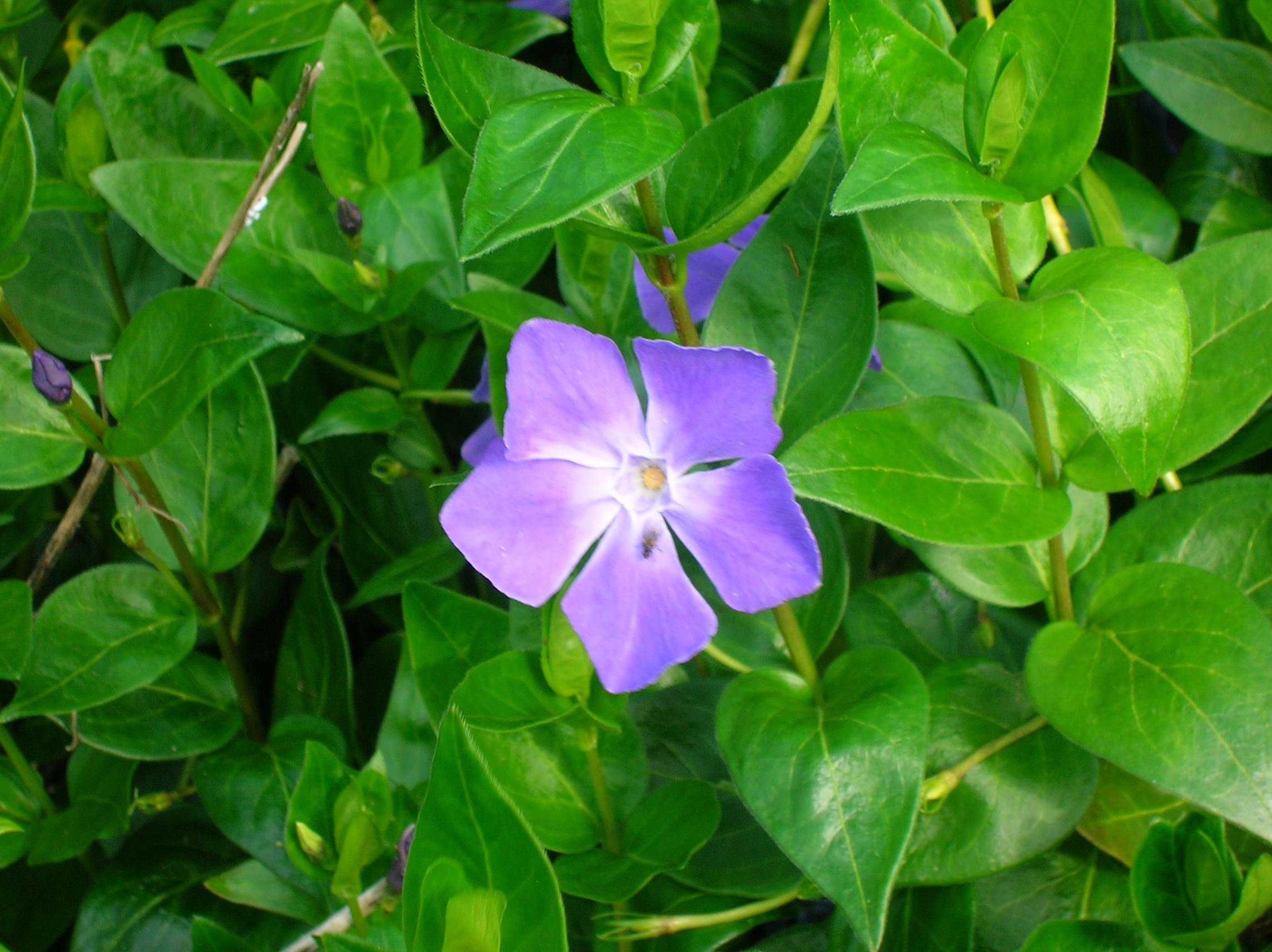
Fleur.
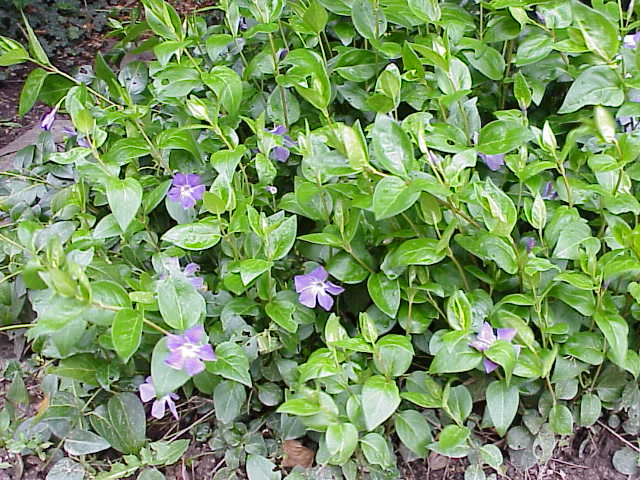
Habitus
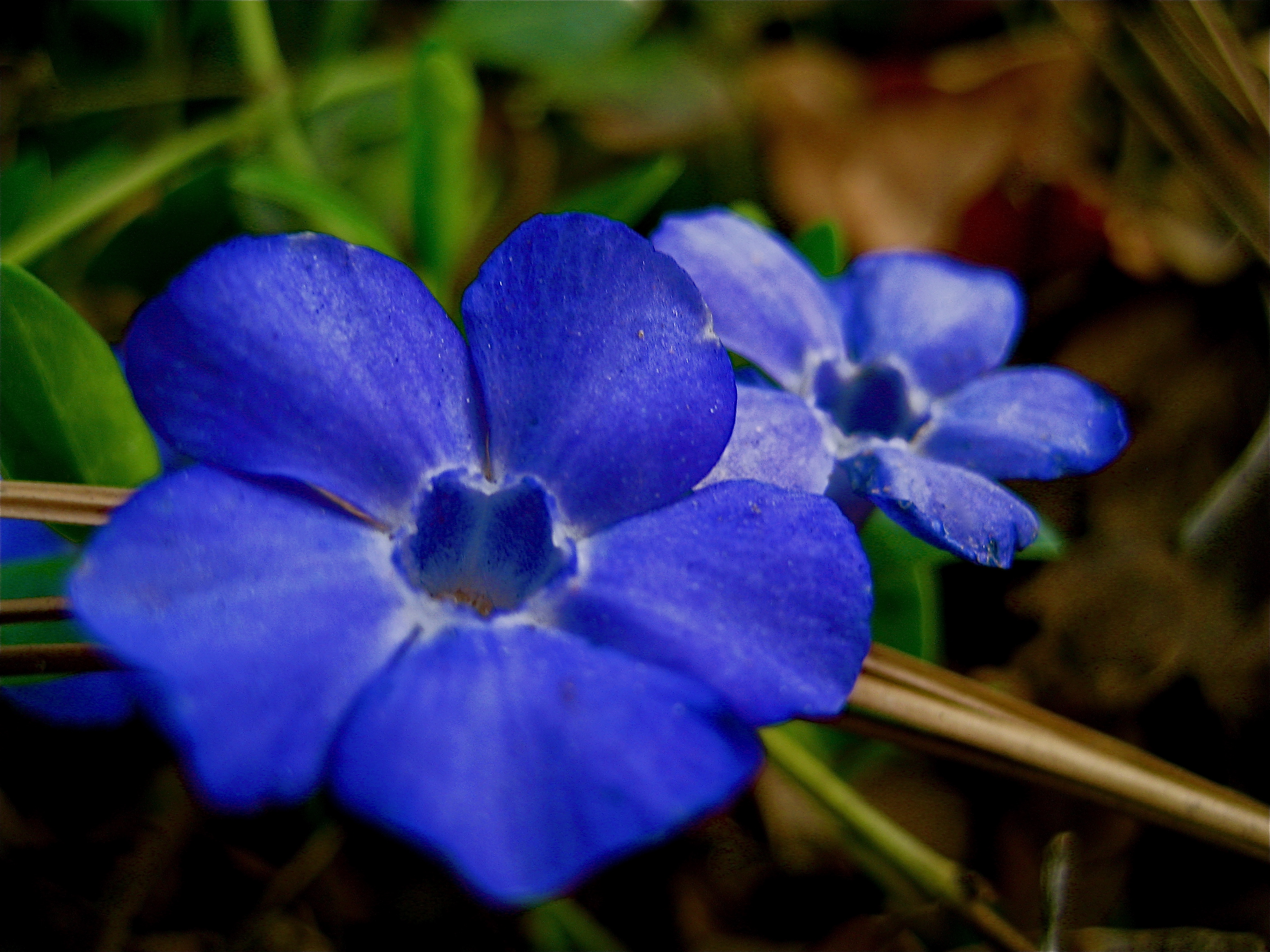
Giant steps periwinkle, une variété de Vinca major.
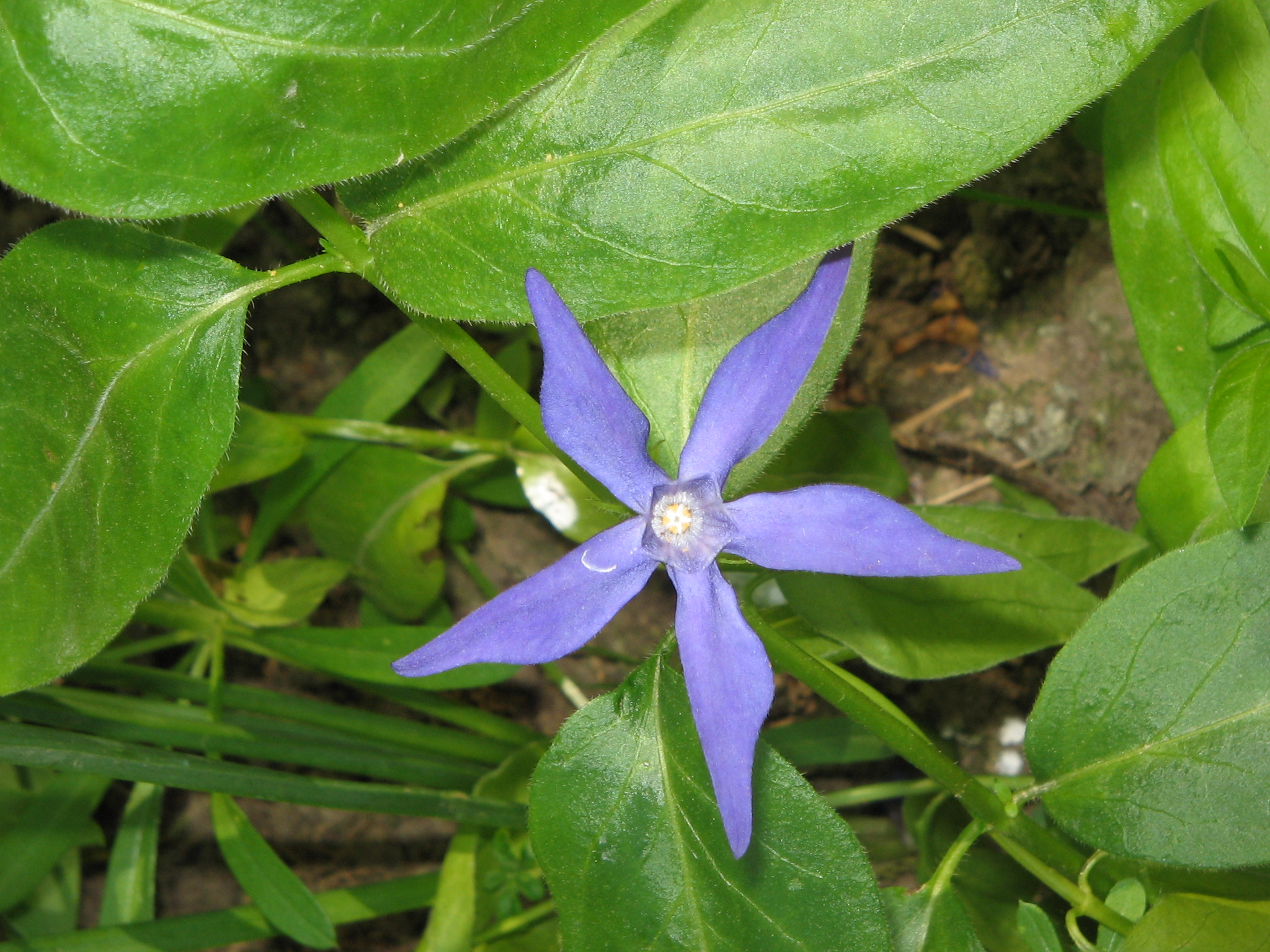
Une fleur de la variété oxyloba.

## Plante invasive
Vinca major est une plante invasive dans les zones tempérées des États-Unis, de l'Australie et de la Nouvelle-Zélande.